# البريمي
البريمي، هي مدينة واحة في شمال سلطنة عمان على الحدود مع الإمارات العربية المتحدة وهي عاصمة محافظة البريمي، تقع على بعد حوالي 343 كم (213 ميل) من العاصمة مسقط، يحدها مدينة العين (في دولة الإمارات) وولايتي محضة وضنك.
اتخذت البريمي شعار قلعة الخندق، وتضم عدة معالم تاريخية هامة كالحصون والبيوت التراثية ومن أبرزها بيت البحر ومن قلاعها قلعة الفيض حفيت وقلعة وادي الجزي.
يوجد في المحافظة بعض القرى، منها حوالي 49 فلجاً، بالإضافة إلى الصحاري الرملية الواسعة. تعد محافظة البريمي سوقًا تجاريًا رئيسيًا، حيث تسنقبل البضائع والسلع من المحافظات المجاورة، ويقام هناك سوق كبير لعرض مختلف الحاجيات.

## مناطق البريمي
تضم البريمي مناطق المدينة والمناطق البعيدة:
- قرية الرابي
- منطقة صعراء
- منطقة الشريعة
- منطقة الحلة
- منطقة حماسة
- منطقة حفيت
- منطقة أرض الجو
- منطقة الشندغة
- منطقة خضراء السيح
- منطقة الخضراء
- منطقة صاع
- منطقة العقدة
- منطقة الخضراء الجديدة
- منطقة حي القاضي
- منطقه الغريفه
- حاره عبد العزيز
- القرامطة

## التجارة والصناعة
تعتبر البريمي مركز خدمات هام لمنطقة ذات نطاق واسع تمتد حتى دولة الإمارات العربية المتحدة ويوجد في ولاية البريمي عدة مراكز للتسوق وهي:
- مركز الميدان للتسوق - الميدان مول
- مركز البريمي للتسوق - البريمي مول
- مركز الصين للتسوق - المول الصيني التجاري
- أسواق هدايا العين
- لولو هايبر ماركت
- أسواق دار الخليج
- مجمع النخيل

## الصحة والمستشفيات
- مستشفى البريمي
- مستشفى وادي الجزي
- مجمع البريمي الصحي
- مركز البريمي الطبي التخصصي
- مجمع ياس الطبي
- مركز حفيت الصحي
- مركز الفياض الصحي

## التعليم
- جامعة البريمي
- كلية البريمي الجامعية
- [4] معهد التدريب المهني
- معهد العلوم الإسلامية بالبريمي
- جامعة البريمي
- معهد الواحة للتدريب والتطوير[5]

## المدارس
- البريمي للتعليم الأساسي
- حماسة للتعليم الأساسي
- الخضراء للتعليم الأساسي
- المجد للتعليم الأساسي
- الطلائع للتعليم الأساسي
- حفيت للتعليم الأساسي
- مالك بن أنس للتعليم الأساسي
- المقداد بن عمرو للتعليم الأساسي
- أم ذر الغفاري للتعليم الأساسي
- البريمي للتعليم الأساسي للبنين
- عزان بن قيس للتعليم الأساسي للبنين
- السلطان قابوس للتعليم الأساسي للبنين
- الفاروق للتعليم الأساسي للبنين
- الخوارزمي للتعليم الأساسي للبنين
- حذيفة بن محصن للتعليم الأساسي للبنين
- صعراء للتعليم الأساسي للبنات
- ميمونة بنت الحارث للتعليم الأساسي للبنات
- آمنة بنت الأمام جابر بن زيد للتعليم الأساسي للبنات
- حفصة بنت سيرين للتعليم الأساسي للبنات
- السلطنة للتعليم الاساسي للبنات

## الفنادق
- فندق البريمي
- فندق دار الخليج
- فندق حماسة بلازا
- فندق الماسة
- فندق سما البريمي
- فندق السلام
- فندق تاج العرب
- فندق سماء الجوهرة
- فندق حماسة
- فندق واحة البركة
- فندق آريانا
- فندق همسة
- فندق جزيرة اللؤلؤ
- فندق البركة
- فندق الظاهرة
- فندق نفحات البريمي
- فندق العائلات
- فندق الراحة
- فندق بيت الشـرق
- فندق واحة الخليج
- فندق الاتحاد

## المساحة والسكان
تبلغ مساحة ولاية البريمي العُمانية حوالي 4255 كم مربع، تمتد وتتوزع هذه المساحة على مجموعة من الضواحي والقرى التي تتبع الولاية يسكن ولاية البريمي (102,911) نسمة وفقًا لتعداد نهاية يونيو عام 2015م، ينتشرون في 49 منطقة تقريبًا أهمها منطقة صعراء وحماسة والخضراء.
في السابق كانت المنطقة تقطنها قبائل بني جابر والنعيم وآلبوشامس والعزازنة وبني مزاحم وآل جراح وآل خميسان وبعض من بيوتات النيادات (النجادات)، فتلك القبائل تُعد من القبائل الأصلية للمنطقة. وفي الوقت الحاضر تضم المنطقة قبائل وعوائل كثيرة جدًا، فمنذ منتصف سبعينات القرن العشرين تقريبًا بدأ الزحف السكاني من مناطق الظاهرة والباطنة والشرقية والداخلية والوسطى. فأصبحت اليوم البريمي إحدى أكثر مناطق عمان تنوعًا من الناحية السكانية.

## التاريخ
كانت البريمي جزء من سلطنة عُمان من العصور التاريخية القديمة الأولى من عام 600م، ثم قبائل الأزد من عُمان إحتلت المنطقة، ثم تم التخلي عن واحة البريمي في 700م وتعرف هذه المنطقة تاريخيًا باسم (توام) و(الجو) والتي كانت عبارة عن واحة كبيرة تتألف من 9 قرى وهي صعراء وحماسة وهيلي والجيمي والمويجعي والمعترض والجاهلي والعين والقطارة .
كان حكم البريمي قبل سيطرة آل سعود على المنطقة (1210 هـ) لآل زرعة وقرية حماسة لآل سرور وصعراء لبني جابر وقرية الحلة للعزازنة. ثم دانت للآل سعود، وبعد وفاة الأمير تركي بن أحمد السديري، بدأ التنافس على حكم البريمي بين الشيخ زايد الأول وعلي بن حمود. وكان الشيخ علي بن حمود النعيمي وصيًا على أبناء الشيخ الفيلاني القصّر (حاكم ضنك) ثم استولى عليها بالحيلة، وخلفه في الحكم إبنه محمد بن علي وتطلع محمد إلى حكم البريمي لكي يتخذها عاصمة له، وكان آنذاك حكم البريمي لحمد بن عبد الله الجراحي الملقب غبار، وكان بين هذه الأخير وشيخ زايد بن خليفة الأول حاكم أبوظبي معارك عدة كادت أن تسقط البريمي في يده لولا تدخل محمد بن علي وحلفائه وإبرام صلح بينهم، وبعد ذلك الصلح تنكر العزازنة له وغدرو به وقتلوه وعينوا محمد بن علي (توفي في 1889م) حاكمًا على البريمي، وكان محمد بن علي مصاهرًا لبني جابر في بلدة صعراء فوصل إليهم وقبض على زمام الأمور في البلاد وكان ذلك في حدود عام 1290 هـ. واستمر حكم آل حمود حتى عام 1950، وكان آخر حاكم لأسرة آل حمود هو الشيخ صقر بن سلطان بن محمد آل حمود.

## المعالم التاريخية والسياحية
تضم محافظة البريمي عددًا من من المعالم التاريخية الهامة المتمثلة في الحصون والبيوت الأثرية فمن أهم حصونها: حصن الخندق الشهير والذي اتخذ شعارًا للولاية التي كانوا يطلقون عليها سابقًا اسم توام أو أرض الجو، كما يوجد حصن آخر هو حصن الحلة الذي كان بزعامة الشيخ صقر بن سلطان ال حمود النعيمي سابقًا وقد انتهت وزارة التراث القومي والثقافة مؤخرًا من ترميمه ومن أبرز البيوت الأثرية بيت بحر إلى ذلك تنتشر مجموعة من القلاع مثل الفياض وحفيت وقلعة وادي الجزي.
تضم البريمي أيضًا 49 فلج إضافة إلى الصحاري الرملية الشاسعة والمراعي ويمكن اعتبارها من المواقع السياحية الهامة، كما تعتبر ولاية البريمي سوقًا تجاريًا كبيرًا حيث تأتيها السلع والبضائع من الولايات المجاورة ومن دولة الإمارات العربية المتحدة ويقام فيها سوق كبير.

## الخدمات الحكومية
وكغيرها من ولايات السلطنة الأخرى فقد امتدت إليها يد البناء والتعمير، حيث حظيت البريمي بنصيب وافر من الخدمات المستهدفة لتوفير مستوى معيشي أفضل ووسائل الحياة العصرية الحديثة والتي لم تكن الولاية تعرفها قبل بدء المسيرة التنموية للسلطنة كالطرق والمستشفيات والمدارس والمعاهد والكليات. كما حظيت البريمي برعاية خاصة من قبل الحكومة العُمانية كونها منطقة حدودية والتي نتج عنها إنشاء منطقة البريمي الصناعية بمساحة مليوني مترًا مربعًا وتبلغ مساحة ( المرحلة الأولى ) 150 ألف مترًا مربعًا لتضم أغلب المصانع المتوسطة والكبيرة.

## معلومات إضافية
- حصن الخندق
- حصن الحلة
- حرب البريمي

## وصلات خارجية
البريمي من موقع وزارة الأعلام بسلطنة عمان